# FSV Duisburg
Der FSV Duisburg (offiziell: Fussballsportverein Duisburg 1989 e. V.) ist ein Fußballverein aus Duisburg. Die erste Fußballmannschaft spielte in der Saison 2018/19 sowie von 2020 bis 2023 in der Oberliga Niederrhein.

## Geschichte
Der Verein geht auf dem im Jahre 1989 gegründeten Club FC Dogan Yildiz Laar zurück, der sich 1992 in KSV Gençlerbirliği Duisburg 1989 umbenannte. Dieser Verein fusionierte am 7. Juni 1997 mit Türkgücü Duisburg zum KSV Ataspor Duisburg 1989, der wiederum am 10. Juni 2007 mit TDF Tunaspor Duisburg und Karadeniz Genclik, einer Jugendsport-Organisation, zum heutigen FSV Duisburg fusionierte.
Bereits als KSV Gençlerbirliği gelang 1994 erstmals der Aufstieg in die Bezirksliga. Dieser Spielklasse gehörte der Verein auch nach der ersten Fusion an, ehe der KSV Ataspor im Jahr 1999 in die Kreisliga A abstieg. 2004 gelang dem KSV Ataspor die Rückkehr in die Bezirksliga. Nach der Fusion zum FSV Duisburg gelang dann im Jahre 2010 der Aufstieg in die Landesliga Niederrhein. Nach einem dritten Platz in der Aufstiegssaison 2010/11 rutschten die Duisburger zunächst ins Mittelmaß der Liga zurück. In der Saison 2014/15 wurde der FSV dann Vizemeister seiner Staffel hinter der SpVg Schonnebeck. Die Duisburger erreichten damit die Aufstiegsrunde zur Oberliga Niederrhein, wo der FSV sich zunächst torlos vom 1. FC Kleve trennte. Der Aufstieg wurde jedoch verpasst, weil Duisburg danach vor 1482 Zuschauern gegen den SC Düsseldorf-West mit 0:4 verlor, wodurch die Gäste aufsteigen konnten.
Der FSV sorgte dann in der Saison 2017/18 im Niederrheinpokal für Furore, als die Mannschaft das Halbfinale erreichte und dort auf den Regionalligisten Rot-Weiß Oberhausen traf und mit 4:5 verlor. In der gleichen Spielzeit wurden die Duisburger unter Trainer Denis Tahirović aufgrund der besseren Tordifferenz gegenüber den Sportfreunden Niederwenigern Vizemeister hinter dem 1. FC Kleve und stiegen in die Oberliga Niederrhein auf. Zur Saison 2018/19 übernahm der vormals beim FC Kray tätige Muhammet Isiktas den Trainerposten, nachdem zunächst Hrvoje Vlaovic als Coach vorgesehen war, aber nach wenigen Tagen abgelöst wurde.
Die Saison 2018/19, in deren Verlauf der FSV durch fünf Trainerwechsel für Schlagzeilen sorgte, endete mit dem direkten Wiederabstieg. In der folgenden Landesliga-Saison 2019/20 wurden die Duisburger Vizemeister hinter dem TV Jahn Hiesfeld und kehrten in die Oberliga zurück. In der Saison 2022/23 stiegen die Duisburger als Tabellenletzter wieder in die Landesliga ab. In der Folgesaison 2023/24 konnte sich die personell erneut stark veränderte Mannschaft auch in der Landesliga nicht halten und stieg auf Rang 18 in die Bezirksliga ab. 2025 kam der Verein nach dem dritten Abstieg in Folge in der Kreisliga A an.

## Persönlichkeiten
- Günter Abel
- Erhan Albayrak
- Issam Aledrissi
- Salih Altın
- Musa Çelik
- Adil Chihi
- Fatih Duran
- Gregor Grillemeier
- Jeff Gyasi
- Stephan Hennen
- Edin Husić
- Bora Karadag
- Nurettin Kayaoğlu
- Güngör Kaya
- Gökan Lekesiz
- René Lewejohann
- Christian Mikolajczak
- Khalil Mohammad
- Dirk Pusch
- Dietmar Schacht
- Can Serdar
- Denis Tahirović